# دانشگاه آلتین باش
دانشگاه آلتین باش (به ترکی استانبولی: Altınbaş Üniversitesi) یکی از دانشگاه‌های کشور ترکیه است که در شهر استانبول قرار دارد. این دانشگاه در سال ۲۰۰۸ تأسیس شد. دانشگاه در ابتدا (سال ۲۰۰۸) توسط بنیاد آموزش و فرهنگ «مهمت آلتین باش» به عنوان زیرشاخه‌ای از دانشگاه کمر بورگاز استانبول تأسیس شد. سپس در سال ۲۰۱۷ تحت نام دانشگاه آلتین باش، به یک مرکز آموزش عالی و رسمی تبدیل شده‌است. این دانشگاه تنها ۲۳ برنامه در مقطع کارشناسی، سه برنامه فوق‌لیسانی و دو برنامه دکتری ارائه می‌دهد. اما تنوع آن شامل گروه‌های مختلف ریاضی، تجربی، انسانی و هنر می‌شود.
دانشگاه آلتین باش در مجموع ۱۱٫۴۵۰ دانشجو دارد که در این میان ۴۳ درصد را دانشجویان بین‌المللی تشکیل داده‌اند. همچنین در رتبه‌بندی برترین دانشگاه‌های جهان در سال ۲۰۲۰ که توسط مؤسسه QS انجام شده‌است دانشگاه آلتین باش استانبول در بین ۱۰۰۰ دانشگاه برتر قرار دارد و همچنین رتبه ۳۶ در بین دانشگاه خصوصی استانبول می‌باشد.

## لیست رشته‌های دانشگاه آلتین باش استانبول
- پزشکی
- دندانپزشکی
- داروسازی
- مدیریت
- مدیریت بهداشت و درمان
- مدیریت کسب و کار
- تجارت بین‌الملل
- علوم سیاسی
- اقتصاد
- روابط بین‌الملل
- خدمات اجتماعی
- مد و طراحی نساجی
- طراحی گرافیک
- سینما و تلویزیون
- طراحی جواهرات
- قانون خصوصی
- جامعه‌شناسی
- روانشناسی
- مهندسی برق
- مهندسی عمران
- مهندسی صنایع
- مهندسی کامپیوتر
- مهندسی مکانیک
- سیستم‌های مدیریت اطلاعات
- معماری داخلی و دکوراسیون
- علوم دارویی
- ارتدونسی
- و..

## رتبه دانشگاه آلتین باش
دانشگاه آلتین باش استانبول که از بهترین دانشگاه‌های خصوصی ترکیه می‌باشد. رنکینگ جهانی این دانشگاه در وبسایت QS حدود +۸۰۱ می‌باشد. دانشگاه آلتین باش هم‌اکنون سی و ششمین دانشگاه برتر خصوصی استانبول در بین دانشگاه‌های خصوصی می‌باشد.